# Stanhope Forbes
Stanhope Alexander Forbes (Dublino, 18 novembre 1857 – Newlyn, 2 marzo 1947) è stato un pittore irlandese.
Figlio di William Forbes, funzionario delle ferrovie britanniche, e di una donna francese, Juliette de Guise, si appassionò alla pittura dopo una vacanza di famiglia nelle Ardenne.

## Biografia
Frequentò il Dulwich College e in seguito la Lambeth School of Art e dal 1874 al 1878 la scuola della Royal Academy of Arts. Nel 1880 si recò in Francia dove rimase per due anni a Parigi formandosi presso l'atelier di Léon Bonnat insieme all'amico e pittore Henry Herbert La Thangue e soggiornando per brevi periodi anche in Bretagna dove iniziò a dipindere en plein air.
Nel 1884 si trasferì a Newlyn dove dipinse una delle sue opere più celebri,  Fish Sale on a Cornish Beach.
Nel 1889 sposò la pittrice Elizabeth Forbes che realizzò diversi ritratti del marito. La coppia ebbe un figlio, Alexander.
Fu fra i principali promotori della cosiddetta scuola di Newlyn, una colonia di artisti specializzati nella pittura paesaggistica.